# Ferrocarril Central Argentí
Ferrocarril Central Argentí (F.C.C.A.) va ser una empresa de capital britànic que va operar en les províncies argentines de Santa Fe i Córdoba durant la segona meitat del segle XIX i la primera meitat del segle xx. El seu nom en anglès era Central Argentine Railway (CA).

## Orígens

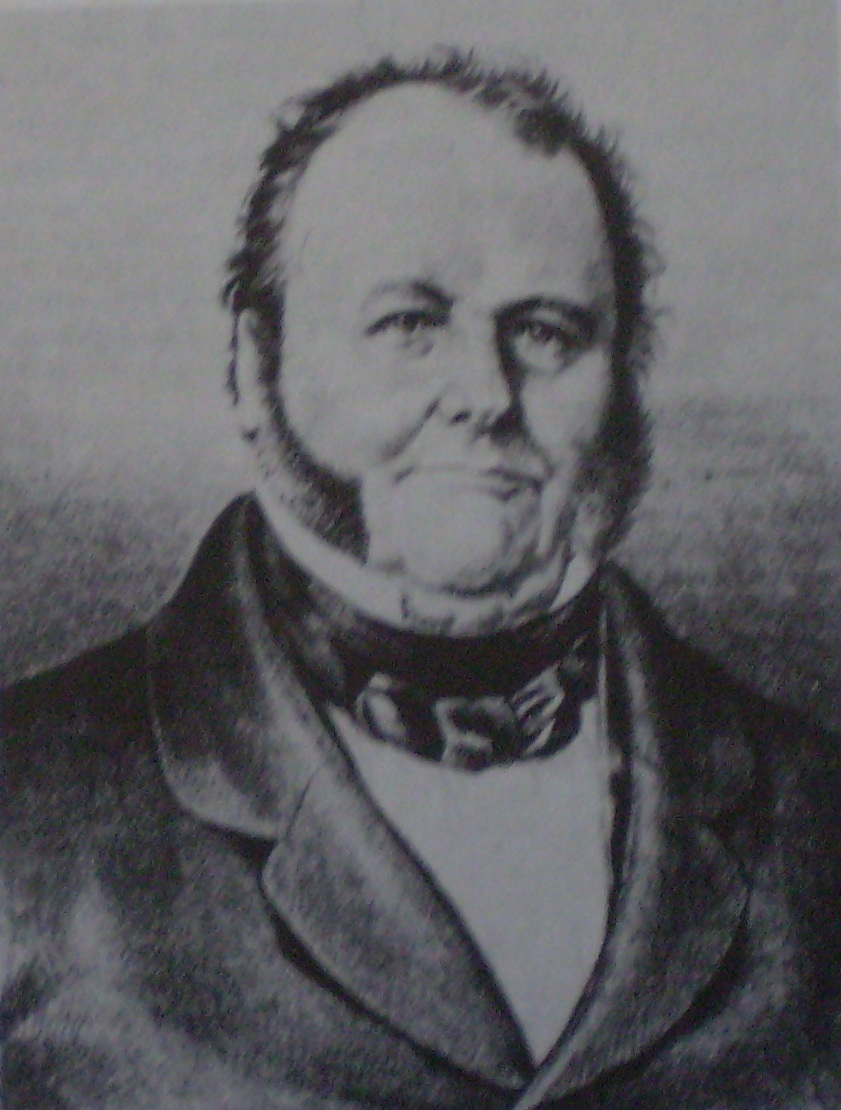
Guillermo Wheelright

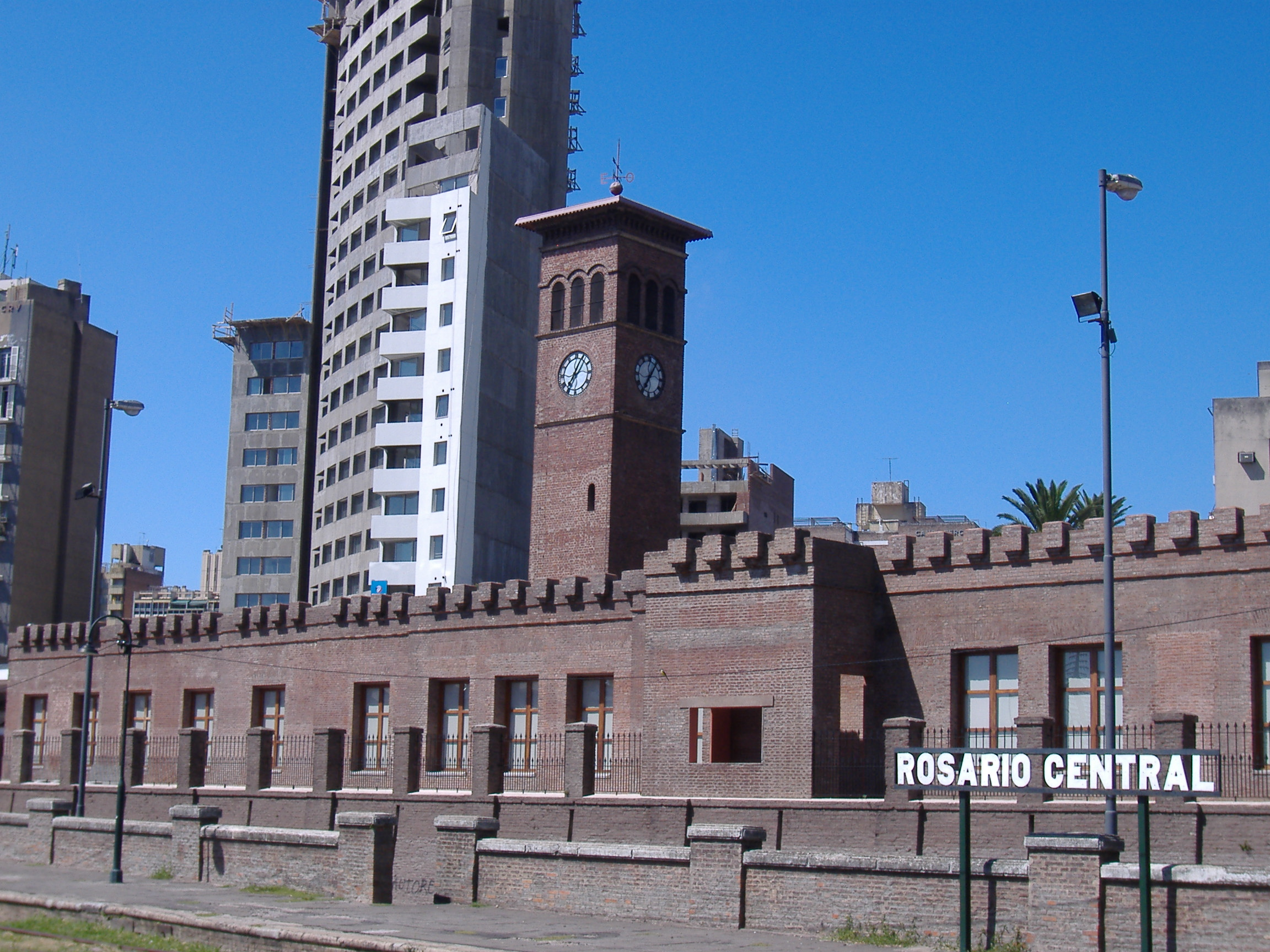
Edifici principal de l'antiga Estació Rosari Central (en l'Avinguda Wheelwright, Rosario)

En 1863, el govern de l'Argentina li va atorgar a la companyia, manejada per l'enginyer Guillermo Wheelwright, una concessió per a construir i explotar una línia de ferrocarril entre les ciutats de Rosario (un port en el sud de la Província de Santa Fe, sobre el Riu Paranà) i Córdoba (una gran ciutat prop del centre geogràfic del país i cabdal de la província del mateix nom). El permís incloïa una clàusula per la qual les terres adjacents cedides per l'Estat Nacional havien de ser poblades.
La construcció va començar a l'abril de 1863 amb l'erecció de l'estació terminal en Rosario, l'Estació Rosari Central. La línia de *trocha ampla (1,676 m) va avançar cap a l'oest, arribant a Còrdova en 1870, amb un recorregut total de 396 km. Era la línia ferroviària més llarga del país en aqueix temps, i el primer a unir dues províncies.
La companyia va enviar un comissionat a Europa per a portar immigrants per a formar colònies agrícoles, com manava el contracte de concessió. Estos immigrants es van establir primer en Roldán, la primera desocupada després de Rosario, i després en San Lorenzo, Carcarañá, La Cañada de Gómez i Tortugas.

## Progrés

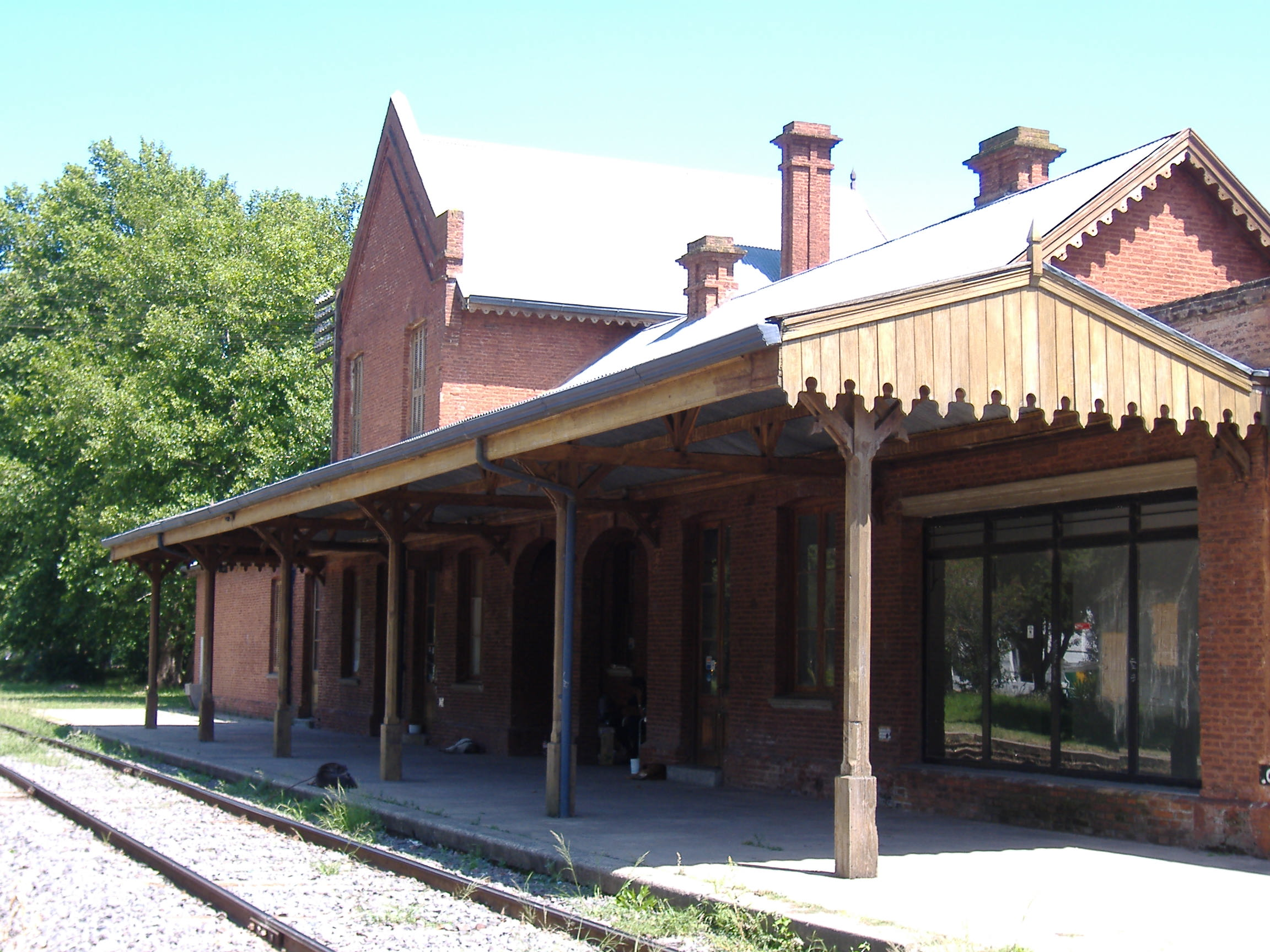
Antiga estació Fisherton (actualment estació Antàrtida Argentina), en el Barri Fisherton, Rosario

En 1891 el Ferrocarril Central Argentí va obrir al públic l'estació Fisherton en l'oest de Rosario, així com un nou branc entrant a Rosari pel sud-oest i una desocupada en aqueixa línia en la (estació Eloy Palacios).
El FCCA va absorbir una companyia local, el Ferrocarril Oest Santafesino (F.C.O.S.), en 1900. Les línies manejades pel F.C.O.S. eren al sud-oest de la Província de Santa Fe i el sud de Còrdova (fins a la ciutat de Creu Alta), a l'unir-se amb aquelles del Ferrocarril Central Argentí, tots els serveis de passatgers començaven des de l'Estació Rosari Central. L'estació terminal de l'empresa absorbida, l'Estació Rosario Oest Santafesino va canviar de nom a Rosario Est.
En 1908, el F.C.C.A. es va unir amb altra companyia, el Ferrocarril Buenos Aires a Rosario, que unia aquestes ciutats. Es van unificar els serveis de passatgers: L'Estació Rosari Central s'utilitzava per a serveis de curta i mitjana distància, mentre que l'Estació Rosario Nord es va reservar per als serveis de llarga distància i expressos. L'empresa fusionada va obrir dues noves desocupades en Rosario, Parada Encreuament Alberdi (actualment Patio Parada) en el centre-nord de la ciutat, i Parada Golf, en el límit occidental del municipi, prop de l'actual Rosario Golf Club.
L'empresa va continuar expandint-se. Entre 1935 i 1940, ja passada l'"època daurada" dels ferrocarrils argentins, l'Estació Rosari Central operava 70 serveis de trens diaris, amb un terme mitjà anual de 438.000 passatgers.

## Nacionalització
Les companyies de ferrocarrils britàniques que operaven en l'Argentina, incloent el F.C.C.A., es nacionalitzaren en 1948 durant l'administració de Juan Domingo Perón, passant a formar part del Ferrocarril General Bartolomé Mitre. La xarxa de ferrocarrils es va transformar i açò va significar el tancament de moltes estacions; en el cas del Ferrocarril Mitre, només va quedar l'Estació Rosari Central per a atendre passatgers.